# Roy Watling
Roy Watling (ur. 1938) – szkocki mykolog, który wniósł znaczący wkład w badania nad grzybami, zarówno w zakresie identyfikacji nowych gatunków, jak i ich ekologii i taksonomii.

## Życiorys
Ukończył University of Sheffield, po czym uzyskał doktorat na Uniwersytecie Edynburskim. Został kierownikiem Mykologii i Patologii Roślin w Royal Botanic Garden Edinburgh. Jest profesorem nadzwyczajnym University of Strathclyde, honorowym współpracownikiem Uniwersytetu w Aberdeen oraz profesorem wizytującym na Uniwersytecie Ramkhamhaeng i Uniwersytecie Suraneree w Tajlandii. Roy jest także członkiem honorowym Mycological Association of America i członkiem honorowym Niemieckiego Towarzystwa Mykologicznego. Jest członkiem korespondentem Nederlandse Mycologische Vereniging. Był redaktorem ds. transakcji biologicznych i medycznych Royal Society of Edinburgh, prezesem Brytyjskiego Towarzystwa Mykologicznego, przewodniczącym Institute of Biology Scottish Branch, Yorkshire Naturalists Union i South-Scotland Scotland Fungus group. Jest Prezesem Clyde i Argyll Fungus Group.

## Praca naukowa
Opublikował ponad 150 artykułów naukowych i popularnonaukowych. Zbierał grzyby i wykładał w Ameryce Północnej i Europie. Badał ekosystemy arktyczne / alpejskie. Odbył trzy wycieczki do Kamerunu i w ciągu dwudziestu lat odwiedził różne miejsca w Tajlandii i Malezji. Wielokrotnie podróżował do Australii, a także do Indii i Zambii. Obecnie współpracuje z naukowcami w Hiszpanii (Madrid Bot. Garden) i Tajlandii (Uniwersytet Nakhan Panon). Zajmuje się również katalogowaniem starych kolekcji grzybów przechowywanych w zielniku w Edynburgu i jest opiekunem cennych i obszernych kolekcji grzybów zmarłego E.J.H. Cornera.
Opisał ponad 500 nowych gatunków grzybów. Razem z R. W. G. Dennisem opublikował kilka artykułów o nowych gatunkach grzybów na wyspie Mull na Hebrydach Wewnętrznych. Jego badania mykobioty na Szetlandach, Hebrydach i w północnej Szkocji dały wgląd w rozprzestrzenienie takich rodzajów grzybów jak Russula, Laccaria, Inocybe, Cortinarius i gatunków: muchomor alpejski (Amanita nivalis), pęporostek Hudsona (Lichenomphalia hudsoniana). Badał także siedem taksonów grzybów koprofilnych na Falklandach. Jego badania udowodniły, że grzyby wywołujące białą zgniliznę drewna są największym producentem chlorometanu w atmosferze. Był pierwszym, który prawidłowo zidentyfikował i opisał pasożytniczy związek między Entoloma i Armillaria. Był jednym z redaktorów pierwszego kompendium Basidiomycota na Wyspach Brytyjskich.
W nazwach naukowych utworzonych przez niego taksonów dodawany jest jego nazwisko Watling.